# Plaine de Ndop
Pour les articles homonymes, voir Ndop.
La plaine de Ndop est une plaine en pays Bamiléké à l'ouest du Cameroun.